# Ignatius Joseph von Lützow

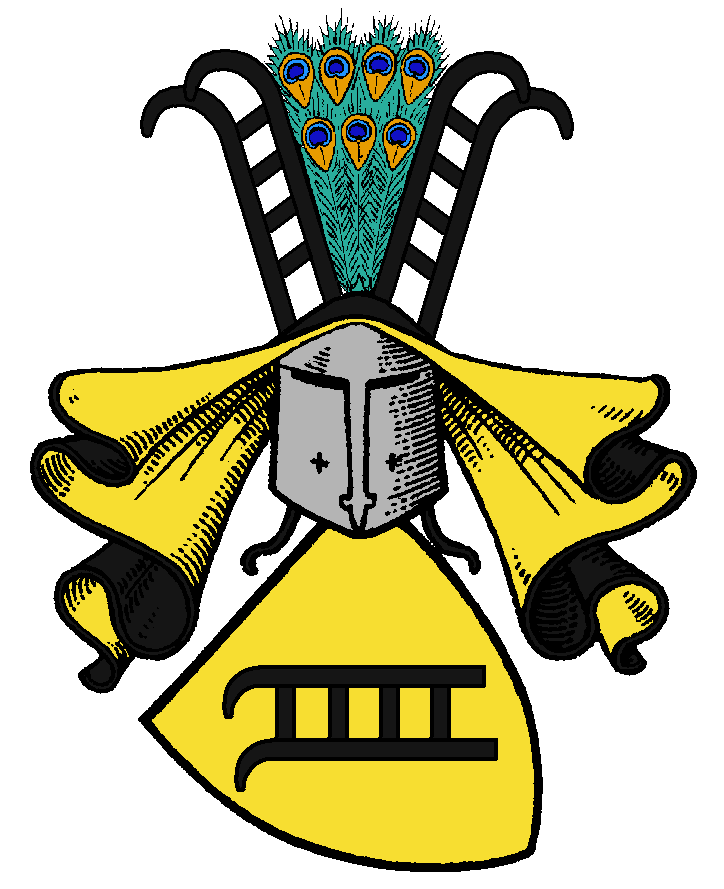
Stammwappen derer von Lützow

Ignatius Joseph Freiherr von Lützow (* 23. Juli 1695 in Goldenbow, Vellahn; † 6. Juli 1745 in Lübeck) war ein deutscher römisch-katholischer Priester und Domherr in Lübeck.

## Leben
Ignatius Joseph von Lützow entstammte dem katholischen Haus Goldenbow des mecklenburgischen Uradelsgeschlechts von Lützow. Sein Vater Konrad Ludolf von Lützow († 1708) war 1679 gemeinsam mit seiner Ehefrau Anna Magdalena, geb. Schenck zur katholischen Kirche konvertiert. Das Paar hatte zehn Kinder, acht Söhne und zwei Töchter. Drei der Söhne wurden Priester.
Schon im Alter von acht Jahren erhielt von Lützow am 4. Januar 1704 die Possession einer Präbende als Domherr im Lübecker Domkapitel.  Nach Studium und Priesterweihe residierte er in Lübeck als einer von jeweils vier katholischen Domherren im sonst lutherischen Domkapitel. 
In seinem Testament vermachte er der katholischen Mission in Schwerin 80 Reichstaler. Er wurde im Lübecker Dom begraben, sein Grabstein ist jedoch nicht erhalten.
Seine Präbende ging an den ebenfalls katholischen Ferdinand Joseph Freiherr von Weichs.